# 地殻変動

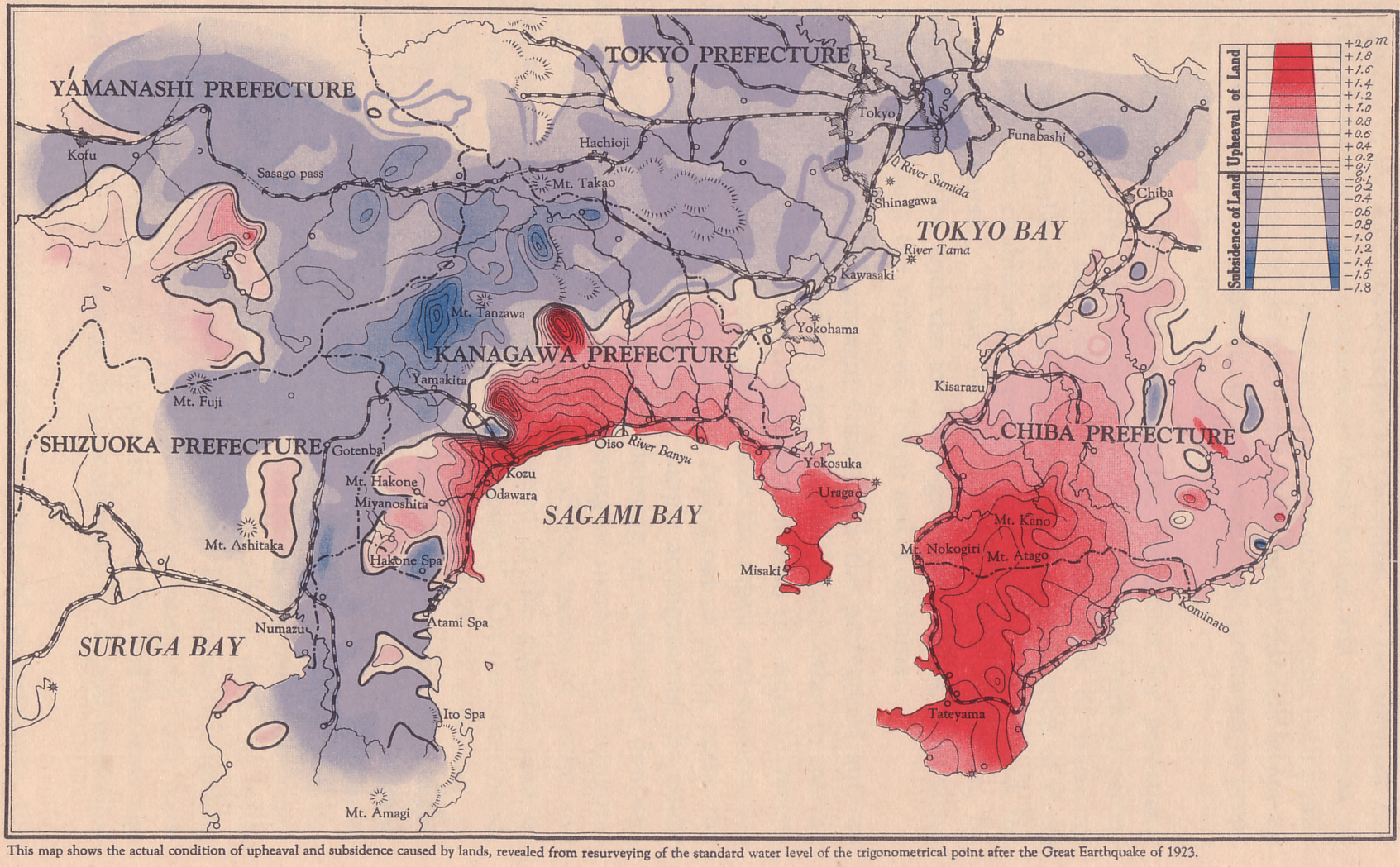
関東大地震による地盤変動

地殻変動（ちかくへんどう、英語: diastrophism）とは、地殻に応力が加わることで、長期間にわたり地殻の位置が年間数mmから数cm程度移動する現象である。地殻を構成するプレート運動や断層運動と密接に関係している。地殻変動と地殻変動の結果として引き起こされる地震や火山活動など地殻内で起こる全ての現象を地殻活動と呼ぶ。
陸上では水準測量、三角測量、GPS、水管傾斜計、石英管伸縮計によって長期間にわたり観測されている。近年では音波を用いて海底でも観測が始まっている。地殻変動観測は地震の研究・予知やプレート運動の研究などに生かされている。

## メカニズム
地球上で起こるほとんど全ての地殻変動はプレート運動と関連があるといっても過言ではない。局地的な地殻変動は、プレート間の相対運動、断層運動、火山活動によって生じている。
地殻では、場所によって応力に強弱や方向依存性（最大主応力と最小主応力）が生まれると、歪（ひずみ）が生じる。これが地震や地殻変動となって現れる。

## 陸上観測

### 水準測量
各地に設置されている基準測量点を定期的に測定することによって、地殻の水平移動及び垂直移動を調査する方法。基準測量点は、各等級別に分類されている。なお、日本全体の基準点は日本水準原点である。
なお、水準点が多すぎることと、地殻変動を捉えるためには、定期的測量が必要であるが、予算や人員の都合などによって、近年は後述のGPS測量などによって行われている。ただし今なおGPSに比べて精度が高い利点があるため、東海地震の想定震源域に近い静岡県御前崎市や、主要な火山の周辺では定期的に実施されている。

### 三角測量
ただし測定精度に限界があること、多くの予算や人員が必要なことから、日本では国土地理院による電子基準点網設置後は三角測量の必要性が薄れている。

### 傾斜計・歪計
水管傾斜計によって傾斜を、石英管伸縮計によって歪を測定する方法である。原理が簡単なことから歴史が古いが、機器固有の誤差や測定精度の限界がある、維持に費用がかかる、データが広く公開されていないなどの問題もあり、地殻変動を調べる手段として一般的でない。
傾斜計及び伸縮計による観測は、日本全国でもあまり行われていない。松代群発地震を捉えた、気象庁松代地震観測所等の限られた場所のみで実施されているためである。最大の理由は、地殻変動を捉えるためには、ある程度の長さを持つ水平3方向に掘られたトンネルが必要なためである。なお、廃抗となった鉱山を利用するなどの方法もあるが、鉱山周辺には、活断層が少ないため、観測するメリットは少ないのである。

### 光波測距
2点間の距離を測る方法。かつては静岡県の伊豆半島・御前崎間や、愛知県の三河湾周辺などで実施されていたが、GPS測量が普及してから衰退した。

## 海底観測

### 海上との音波交信
海底に機器を設置し（海底局）、海上との音波交信を通して海上局と海底局との距離を測定する方法。これによって、海底地形の変化が捉えられる。まず海上局（船舶やブイ）の位置をGPS等で決定するため、GPSの精度を超えて測定することはできない。さらに海洋中の音速構造によって結果が大きく左右される。日本では海上保安庁、名古屋大学、東北大学によって精度の向上方法が研究されている。海底局を多数設置するのは、広い海洋では難しいため、熊野灘、駿河湾、三陸海岸沖など一部の地域に限って行われている。
海洋観測船による音波探査も行われている。これは、海洋観測船から音波を海底に発射し、海底からの反射を測定することによって、海底までの距離を測定する方法。ただし連続観測に向かず、精度もよくない。深海潜水艇（しんかい6500）の母船や地球観測船「ちきゅう」などに搭載されている。

### 水圧計
海底地震計に付随して、もしくは単独で設置される水圧計による方法。水圧計にはその上の海水の圧力がかかるため、これを測定することで海底の深さを調べることができる。ただしデータの収集には陸上とケーブルで接続するか、全ての観測後に回収する必要がある。現在ではおもに後者が採用されているため、リアルタイム化は実現されていない。日本では東海地震警戒域の海底などに設置されている。
(Note.)2007年度（平成18年度）から、東海地震警戒域の水圧計はリアルタイム観測に切り替えが始まる予定である。中央防災会議の決定により、今後30年以内に起こる可能性が高いとされる、東海・東南海地震に向けた対策の一環である。

## 航空・衛星観測

### レーダー
航空機から立体視の方法にて撮影された地形図によって、地殻の変化を捉える方法。近年は、地球観測衛星も活用されている。レーザー高度計やレーダ高度計など、高度な機器を用いて精密な測定が可能になりつつある。「合成開口レーダー」も参照。

### GPS
国土地理院による電子基準点の設置後は、地殻変動観測の代表的な手法となっている。連続してデータを収集できる、基準点設置後は維持や観測にかかる費用が少ないなどの利点がある。また地震直後の余効変動調査では、一時的に多数のGPS受信機を設置して観測を行う「キャンペーン観測」がさかんに行われている。ただし鉛直成分の観測では水準測量に対して精度が劣るため、現在も両者が併用されている場合もある。「測量#GNSS測量（旧 GPS測量）」「グローバル・ポジショニング・システム」を参照。

### VLBI
超長基線電波干渉法ともいい、各地に設置された電波望遠鏡による一定のクェーサーからの電波を測定することによって電波望遠鏡間の距離を測定する方法。日本ではJCNETと呼ばれるVLBI観測網にて実施している。精度は数mmまで達しているが、観測網が粗いためGPS観測による測定結果が国土地理院から公表されている。

## 地震との関連
地殻変動は地震の前段階の現象として地震予知とともに扱われる場合が多い。特に茂木清夫が1944年の東南海地震直前の水準測量データを検証し、地震の前には異常な地殻の変動が発生すると指摘してから、日本では地震予知を目的とした地殻変動観測が盛んに行われるようになった。
地殻変動と地震の関連性に関しては、プレート境界地震が上げられる（詳細は「プレートテクトニクス」を参照）。各プレート境界では、地殻のせり上がりや沈み込みに伴う、地殻歪が蓄積しやすい環境となっている。この地殻歪が臨界点を超えるような時、もしくはなんらかの原因で地殻歪が開放される時、地震が起こることが分かっている。
活断層と呼ばれる箇所は、プレートの伸縮によって生じた地表に近い歪の表面に現れた箇所との仮説もあり、これも地震の原因となりうる場合が多い。よって、地殻歪を観測することによって、地震予知や早期警報を出す研究が今も進められている。
ただし、地震体積モデルと呼ばれるものがあり、その臨界量がどれだけの量なのか、あるいはどのような地質構造の場合どれだけの歪で地震が起こるのか等については現在も研究が進められている。なお、ハザードマップや地震指定地域と呼ばれるものは、過去数世紀の間に間歇的に地震が生じた箇所を、将来30年程度に生じる確率で表現したものであり、いつ起こってもおかしくはないとされる。特に、空白域と呼ばれる箇所は、有史以来地震の記録が残っていないが、地殻上に断層が残っているため、危険箇所として、多くの地震学者が危険視している箇所でもある。
地震後は余効変動と呼ばれる地殻変動が数日から数ヶ月間起こることが多く、その後はプレート運動に伴う定常的な変動のみとなる。

## 地殻変動情報の公表
日本の国土地理院は、「だいち2号」のデータを利用して、火山活動や地盤沈下などを表示した変動分布図の公表を2023年3月28日から始めた。

## 比喩表現としての「地殻変動」
ある事柄や構造、情勢などの大きな変化、動きを「地殻変動」と表現する場合がある。